# Joseph Prathan Sridanusil

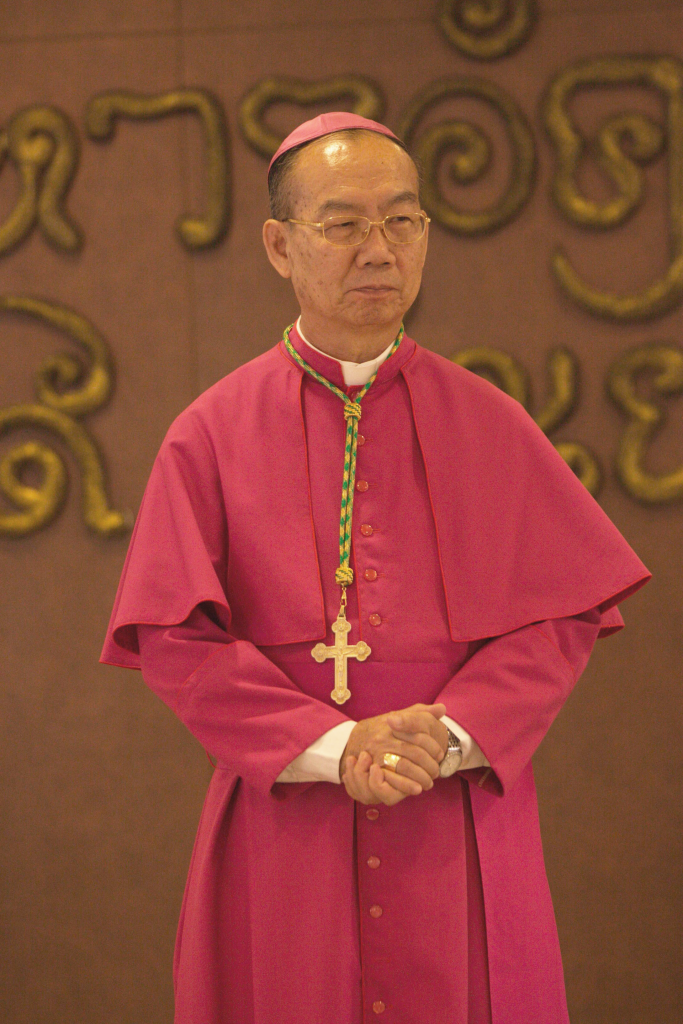
Joseph Prathan Sridanusil SDB (2012)

Bischofswappen von Joseph Prathan Sridanusil SDB

Joseph Prathan Sridanusil SDB (Thai: โยเซฟ ประธาน ศรีดารุณศีล, Aussprache: [joːsêːp pràtʰaːn sǐːdaːrunsǐːn]; * 9. Februar 1946 in Wat Phleng) ist ein thailändischer Ordensgeistlicher und emeritierter römisch-katholischer Bischof von Surat Thani.

## Leben
Joseph Prathan Sridanusil wurde in Wat Phleng geboren. Später zog seine Familie nach Nakhon Pathom um. 1964 trat er der Ordensgemeinschaft der Salesianer Don Boscos bei und absolvierte das Noviziat in Hua Hin. Am 2. Oktober 1965 legte er die erste Profess ab. Anschließend studierte er Philosophie in Hongkong und Katholische Theologie in Bethlehem. Am 29. Juni 1975 empfing er in Rom durch Papst Paul VI. das Sakrament der Priesterweihe.
Nach der Priesterweihe war Sridanusil am Kolleg St. Dominic in Bangkok tätig, bevor er 1979 Direktor des Kollegs Saeng Thong in Hat Yai wurde. Von 1980 bis 1982 wirkte er als Direktor des Salesianerkollegs in Surat Thani. 1982 wurde er für weiterführende Studien nach Rom entsandt, wo er 1984 an der Päpstlichen Universität der Salesianer ein Lizenziat im Fach Spiritualität erwarb. Nach der Rückkehr in seine Heimat leitete Sridanusil das Aspiranten-Haus der Salesianer in Hua Hin. 1986 wurde er Vikar und 1992 schließlich Provinzial der thailändischen Ordensprovinz der Salesianer. Von 1998 bis 2001 war er Direktor der Salesianer-Kommunität in Udon Thani. Nachdem er im Jahr 2001 einige Fortbildungskurse in Nemi und in Äthiopien sowie an der Päpstlichen Universität der Salesianer in Rom belegt hatte, leitete er von 2001 bis 2004 das ordenseigene Ausbildungshaus in Sam Phran. Ab 2004 war Sridanusil erneut Provinzial der thailändischen Salesianerprovinz.
Am 9. Oktober 2004 ernannte ihn Papst Johannes Paul II. zum Bischof von Surat Thani. Die Bischofsweihe spendete ihm Crescenzio Kardinal Sepe, Präfekt der Kongregation für die Evangelisierung der Völker, am 28. November desselben Jahres in der Kirche Unsere Liebe Frau von Fatima in Prachuap Khiri Khan. Mitkonsekratoren waren der Erzbischof von Bangkok, Michael Michai Kardinal Kitbunchu, und der Apostolische Nuntius in Thailand, Erzbischof Salvatore Pennacchio. Sein Wahlspruch Fiat voluntas tua („Dein Reich komme“) stammt aus dem Vaterunser (Mt 6,10 ).
Von 2015 bis 2021 fungierte Sridanusil zudem als Vizepräsident der Thailändischen Bischofskonferenz. Außerdem leitete er in der Bischofskonferenz die Kommissionen für den Klerus, für die Institute des geweihten Lebens und für die Gesellschaften apostolischen Lebens sowie für die Priesterseminare und die Berufungspastoral.
Am 8. Juli 2024 nahm Papst Franziskus das altersbedingte Rücktrittsgesuch von Joseph Prathan Sridanusil an.